# إنريكو جيروني
إنريكو جيروني (بالإيطالية: Enrico Geroni)‏ (18 يونيو 1989 بفلورنسا في إيطاليا - ) هو لاعب كرة قدم إيطالي في مركز الوسط. لعب مع ASD Barletta 1922 ‏ ونادي براتو وكارسو كالتشيو ‏ وUC AlbinoLeffe ‏.